# Liste der Teilnehmer um die Fußballmeisterschaft in Argentinien
Die Liste der Teilnehmer um die Fußballmeisterschaft in Argentinien enthält alle Mannschaften, die in der 1931 eingeführten Profifußballmeisterschaft mitgewirkt haben. Die Sortierung erfolgt zunächst in alphabetischer Reihenfolge der Provinzen, innerhalb derselben in alphabetischer Reihenfolge der Städte und innerhalb derer nach der alphabetischen Reihenfolge der Vereine. (Stand: Saisonende 2019/20)
| Provinz              | Stadt                  | Verein                             | Gründung | Spielzeiten |
| -------------------- | ---------------------- | ---------------------------------- | -------- | --- |
| Stadt Buenos Aires   | Buenos Aires           | All Boys                           | 1913     | 1973-1980, 2010/11-2013/14                                                                                                   |
| Stadt Buenos Aires   | Buenos Aires           | AA Argentinos Juniors              | 1904     | 1931-1937, 1956-1995/96, 1997/98-2001/02, 2004/05-2013/14, 2017/18-                                                          |
| Stadt Buenos Aires   | Buenos Aires           | Club Atlético Atlanta              | 1904     | 1931-1947, 1949-1952, 1957-1979, 1984                                                                                        |
| Stadt Buenos Aires   | Buenos Aires           | Boca Juniors                       | 1905     | 1931- |
| Stadt Buenos Aires   | Buenos Aires           | Deportivo Español                  | 1956     | 1967, 1985-1997/98 |
| Stadt Buenos Aires   | Buenos Aires           | Ferro Carril Oeste                 | 1904     | 1931-1946, 1949-1957, 1959-1962, 1964-1968, 1971-1977, 1979-1999/00                                                          |
| Stadt Buenos Aires   | Buenos Aires           | CA Huracán                         | 1908     | 1931-1985/86, 1990/91-1998/99, 2000/01-2002/03, 2007/08-2010/11, 2015-                                                       |
| Stadt Buenos Aires   | Buenos Aires           | CA Nueva Chicago                   | 1911     | 1982-1983, 2001/02-2003/04, 2006/07, 2015                                                                                    |
| Stadt Buenos Aires   | Buenos Aires           | River Plate                        | 1901     | 1931-2010/11, 2012/13- |
| Stadt Buenos Aires   | Buenos Aires           | CA San Lorenzo de Almagro          | 1908     | 1931-1981, 1983- |
| Stadt Buenos Aires   | Buenos Aires           | CA Vélez Sarsfield                 | 1910     | 1931-1940, 1944- |
| Gran Buenos Aires    | Avellaneda             | CA Independiente                   | 1905     | 1931-2012/13, 2014- |
| Gran Buenos Aires    | Avellaneda             | Racing Club                        | 1903     | 1931–1983, 1986/87- |
| Gran Buenos Aires    | Banfield               | CA Banfield                        | 1896     | 1940-1944, 1947-1954, 1963-1972, 1974-1978, 1987/88, 1993/94-1996/97, 2001/02, 2007/08-2011/12, 2013/14-                     |
| Gran Buenos Aires    | Caseros                | Club Atlético Estudiantes          | 1898     | 1977-1978 |
| Gran Buenos Aires    | Dock Sud               | CA San Telmo                       | 1904     | 1976 |
| Gran Buenos Aires    | Florencio Varela       | CSD Defensa y Justicia             | 1935     | 2014/15- |
| Gran Buenos Aires    | José Ingenieros        | Club Almagro                       | 1911     | 1938, 2000/01, 2004/05 |
| Gran Buenos Aires    | Lanús                  | CA Lanús                           | 1915     | 1931-1949, 1951-1961, 1965-1970, 1972, 1977, 1990/91, 1992/93-                                                               |
| Gran Buenos Aires    | Lomas de Zamora        | CA Los Andes                       | 1917     | 1961, 1968-1971, 2000/01 |
| Gran Buenos Aires    | Morón                  | Deportivo Morón                    | 1947     | 1969 |
| Gran Buenos Aires    | Quilmes                | Quilmes AC                         | 1887     | 1931-1933, 1935-1937, 1939, 1950, 1951, 1962, 1966-1970, 1976-1980, 1982, 1991/92, 2003/04-2006/07, 2010/11, 2012/13-2016/17 |
| Gran Buenos Aires    | Remedios de Escalada   | CA Talleres                        | 1906     | 1931-1938 |
| Gran Buenos Aires    | Sarandí                | Arsenal de Sarandí                 | 1957     | 2002/03-2017/18, 2019/20- |
| Gran Buenos Aires    | Temperley              | CA Temperley                       | 1912     | 1975-1977, 1983-1986/87, 2015-2017/18                                                                                        |
| Gran Buenos Aires    | Vicente López          | Deportivo Italiano                 | 1955     | 1986/87 |
| Gran Buenos Aires    | Vicente López          | CA Platense                        | 1905     | 1931-1955, 1965-1971, 1977-1998/99                                                                                           |
| Gran Buenos Aires    | Victoria               | CA Tigre                           | 1902     | 1931-33, 35-42, 46-50, 54-58, 68, 80, 2007/08-18/19                                                                          |
| Gran Buenos Aires    | Villa Maipú            | CA Chacarita Juniors               | 1906     | 1931-40, 42-56, 60-79, 84-85/86, 99/00-03/04, 2009/10, 2017/18                                                               |
| Provinz Buenos Aires | Bahía Blanca           | Olimpo de Bahía Blanca             | 1910     | 1984, 02/03-05/06, 07/08, 10/11-11/12, 13/14-17/18                                                                           |
| Provinz Buenos Aires | Com. Nicanor Otamendi  | Círculo Deportivo                  | 1921     | 1977, 1985 |
| Provinz Buenos Aires | Ingeniero Maschwitz    | Deportivo Armenio                  | 1962     | 1987/88-1988/89 |
| Provinz Buenos Aires | Ingeniero White        | CA Huracán                         | 1916     | 1968, 1971 |
| Provinz Buenos Aires | Ingeniero White        | CA Puerto Comercial                | 1915     | 1974 |
| Provinz Buenos Aires | Junín                  | Jorge Newbery                      | 1913     | 1974, 1975 |
| Provinz Buenos Aires | Junín                  | CA Mariano Moreno                  | 1916     | 1982 |
| Provinz Buenos Aires | Junín                  | CA Sarmiento                       | 1911     | 1981-1982, 2015-2016/17 |
| Provinz Buenos Aires | La Plata               | Estudiantes de La Plata            | 1905     | 1931-1953, 1955-1993/94, 1995/96-                                                                                            |
| Provinz Buenos Aires | La Plata               | Gimnasia y Esgrima                 | 1887     | 1931-1943, 1945, 1948-1951, 1953-1979, 1985–2010/11, 2013/14-                                                                |
| Provinz Buenos Aires | Mar del Plata          | CA Aldosivi                        | 1913     | 1974-1976, 2015-2016/17, 2018/19-                                                                                            |
| Provinz Buenos Aires | Mar del Plata          | CA Alvarado                        | 1928     | 1978 |
| Provinz Buenos Aires | Mar del Plata          | CA Kimberley                       | 1921     | 1970, 1971, 1973, 1979, 1983, 1984                                                                                           |
| Provinz Buenos Aires | Mar del Plata          | San Lorenzo de MdP                 | 1921     | 1967, 1969, 1972-1974, 1976, 1980-1982                                                                                       |
| Provinz Buenos Aires | Olavarría              | CSD Loma Negra                     | 1929     | 1981, 1983 |
| Provinz Buenos Aires | Tandil                 | Deportivo Santamarina              | 1913     | 1985 |
| Provinz Buenos Aires | Tres Arroyos           | CA Huracán                         | 1923     | 2004/05 |
| Chaco                | Barranqueras           | CA Don Orione                      | 1946     | 1971 |
| Chaco                | General Pinedo         | CA Unión                           | 1921     | 1984 |
| Chaco                | Resistencia            | Chaco For Ever                     | 1913     | 1967, 1973, 1974, 1979, 1980, 1983, 1989/90-1990/91                                                                          |
| Chaco                | Resistencia            | CA Sarmiento                       | 1910     | 1977 |
| Chubut               | Comodoro Rivadavia     | CA Huracán                         | 1927     | 1971, 1974, 1976 |
| Chubut               | Trelew                 | CA Independiente                   | 1916     | 1972 |
| Córdoba              | Córdoba                | CA Belgrano                        | 1905     | 1968, 1971-1975, 1977, 1981, 1984, 1985, 1991/92-1995/96, 1998/99-2001/02, 2006/07, 2011/12-2018/19                          |
| Córdoba              | Córdoba                | Instituto Atlético Central Córdoba | 1918     | 1973, 1979-89/90, 1999/00, 2004/05-2005/06                                                                                   |
| Córdoba              | Córdoba                | CA Racing                          | 1924     | 1978, 1980-1989/90 |
| Córdoba              | Córdoba                | CA Talleres                        | 1913     | 1969, 1970, 1974-1992/93, 1994/95, 1998/99-2003/04, 2016/17-                                                                 |
| Córdoba              | Córdoba                | Unión San Vicente                  | 1980     | 1982-1984 |
| Córdoba              | Río Cuarto             | AA Estudiantes                     | 1912     | 1983-1985 |
| Corrientes           | Corrientes             | Deportivo Textil Mandiyú           | 1952     | 1974, 1988/89-1994/95 |
| Corrientes           | Corrientes             | Huracán de Corrientes              | 1918     | 1996/97 |
| Entre Ríos           | Concepción del Uruguay | Atlético Uruguay                   | 1904     | 1984 |
| Entre Ríos           | Paraná                 | CA Patronato                       | 1914     | 1978, 2016- |
| Formosa              | Formosa                | Sportivo Patría                    | 1911     | 1976 |
| Jujuy                | Ledesma                | Atlético Ledesma                   | 1928     | 1976-1979, 1984 |
| Jujuy                | Palpalá                | Altos Hornos Zapla                 | 1947     | 1974, 1978, 1979, 1983-1985                                                                                                  |
| Jujuy                | San Salvador de Jujuy  | CA Gimnasia y Esgrima              | 1931     | 1970, 1973, 1975-1977, 1980-1982, 1994/95-1999/00, 2005/06-2008/09                                                           |
| La Pampa             | General Pico           | CA Ferro Carril Oeste              | 1934     | 1984 |
| La Pampa             | Santa Rosa             | Atlético Santa Rosa                | 1923     | 1983 |
| La Rioja             | La Rioja               | Andino SC                          | 1946     | 1983 |
| Mendoza              | Godoy Cruz             | CD Godoy Cruz                      | 1921     | 1974, 2006/07, 2008/09- |
| Mendoza              | Las Heras              | Club Huracán Las Heras             | 1929     | 1985 |
| Mendoza              | Mendoza                | Gimnasia y Esgrima                 | 1908     | 1970-1972, 1975, 1978, 1981-1984                                                                                             |
| Mendoza              | Rivadivia              | Independiente Rivadavia            | 1913     | 1968, 1973, 1977, 1979, 1980, 1982                                                                                           |
| Mendoza              | San Martín             | AC San Martín de Mendoza           | 1927     | 1967, 1969, 1971-1974, 1976, 1978, 1980                                                                                      |
| Mendoza              | San Rafael             | CA Huracán                         | 1925     | 1974, 1981 |
| Misiones             | Posadas                | CD Guaraní Antonio Franco          | 1932     | 1971, 1981, 1982, 1985 |
| Misiones             | Posadas                | CA Bartolomé Mitre                 | 1916     | 1972, 1975 |
| Río Negro            | Cipolletti             | Club Cipolletti                    | 1926     | 1973, 1975, 1977, 1979, 1980, 1985                                                                                           |
| Río Negro            | General Roca           | Deportivo Roca                     |          | 1978, 1982 |
| Río Negro            | Villa Regina           | Atlético Regina                    | 1928     | 1974 |
| Salta                | Salta                  | CA Central Norte                   | 1921     | 1974, 1976, 1977, 1980, 1982, 1984, 1985                                                                                     |
| Salta                | Salta                  | Gimnasia y Tiro de Salta           | 1902     | 1979, 1981, 1993/94, 1997/98                                                                                                 |
| Salta                | Salta                  | Juventud Antoniana                 | 1916     | 1971, 1973, 1975, 1978, 1983, 1985                                                                                           |
| San Juan             | San Juan               | CA Los Andes                       | 1913     | 1977 |
| San Juan             | San Juan               | CA San Martín de San Juan          | 1907     | 1970, 2007/08, 2011/12-2012/13, 2015-2018/19                                                                                 |
| San Juan             | San Juan               | Sportivo Desamparados              | 1919     | 1969, 1972-1974 |
| San Juan             | Santa Lucía            | Juventud Alianza                   | 1905     | 1975, 1985 |
| San Luis             | San Luis               | Alianza Juventud Pringles          | 1979     | 1979 |
| Santa Fe             | Firmat                 | CA Argentino                       | 1922     | 1985 |
| Santa Fe             | Rafaela                | Atlético de Rafaela                | 1907     | 2003/04, 2011/12-2016/17 |
| Santa Fe             | Rosario                | CA Central Córdoba                 | 1906     | 1958-1959 |
| Santa Fe             | Rosario                | CA Newell’s Old Boys               | 1903     | 1939-1960, 1964- |
| Santa Fe             | Rosario                | CA Renato Cesarini                 | 1975     | 1982-1983 |
| Santa Fe             | Rosario                | CA Rosario Central                 | 1889     | 1939-1941, 1943-1950, 1952-1984, 1986/87-2009/10, 2013/14-                                                                   |
| Santa Fe             | Rosario                | CA Tiro Federal                    | 1905     | 2005/06 |
| Santa Fe             | Santa Fe               | CA Colón de Santa Fe               | 1905     | 1966-1981, 1995/96-2013/14                                                                                                   |
| Santa Fe             | Santa Fe               | CA Unión de Santa Fe               | 1907     | 1967, 1969-1970, 1975-1987/88, 1989/90-1991/92, 1996/97-2002/03, 2011/12-2012/13                                             |
| Santiago del Estero  | Santiago del Estero    | CA Central Córdoba                 | 1919     | 1967, 1971, 2019/20- |
| Santiago del Estero  | Santiago del Estero    | CA Estudiantes                     | 1912     | 1982 |
| Tucumán              | Banda del Río Salí     | Atlético Concepción                | 1909     | 1980, 1982, 1983 |
| Tucumán              | San Miguel de Tucumán  | Atlético Tucumán                   | 1902     | 1973-1976, 1978-1981, 1984, 2009/10, 2016-                                                                                   |
| Tucumán              | San Miguel de Tucumán  | CA San Martín                      | 1909     | 1968-1979, 1981-1983, 1985, 1988/89, 1992/93, 2008/09, 2018/19                                                               |